# Muriel Combeau
Muriel Combeau, née le 14 mai 1966 à Saint-Germain-en-Laye (Yvelines),, est une actrice française.

## Filmographie

### Télévision
- 1989 : Le Conte de deux cités, mini-série créée par Philippe Monnier : La couturière
- 1989 : La Vallée des espoirs, mini-série créée par Jean-Pierre Marchand : Graziella
- 1991 : Navarro, épisode Comme des frères, réalisé par Patrick Jamain : Agnès
- 1995 : François Kléber, épisode L'Âme du rasoir : Carole
- 1997 : Langevin : Le secret, de Patrick Jamain : Malagou Langevin
- 1999 - 2010 : Avocats et Associés, série créée par Valérie Guignabodet et Alain Krief, saisons 2 à 13 : Gladys Dupré
- 2000 : Cévennes, épisode Violence sur le green
- 2000 : Passage interdit de Michaël Perrotta : Brigitte Delest
- 2001 : Double emploi de Bruno Carrière : Sandrine Vannier
- 2001 : Navarro, épisode Jusqu'au bout de la vie, réalisé par Patrick Jamain : Catherine Berger, une infirmière
- 2001 : L'Emmerdeuse, épisode-pilote réalisé par Michaël Perrotta : Hélène Forbach
- 2002 : Père et Maire, épisode Mariage à tout prix, réalisé par Marion Sarraut : Nathalie
- 2003 : Comment devient-on capitaliste ? de Christiane Spiero : Odile
- 2004 : Commissaire Valence, épisode Viols sous influence, réalisé par Vincenzo Marano : Sophie
- 2005 : Trois femmes… un soir d'été, mini-série créée par Emmanuelle Rey Magnan et Pascal Fontanille : Bélinda Sauveterre
- 2007 : PJ, épisode Crime, réalisé par Claire de La Rochefoucauld (cross-over avec Avocats et Associés) : Gladys Dupré
- 2007 : Le Canapé rouge de Marc Angelo : Sophie Senard
- 2008 : La Cour des grands, épisode Muriel, réalisé par Christophe Barraud : Gabrielle Miller
- 2010 : Contes et nouvelles du XIXe siècle, épisode Le mariage de Chiffon, réalisé par Jean-Daniel Verhaeghe : Madame de Barfleur
- 2010 : Alice Nevers : Le juge est une femme, épisode Les Enfants de la lumière, réalisé par René Manzor : Juge Saoud
- 2010 - 2013 : Fais pas ci, fais pas ça, série créée par Anne Giafferi et Thierry Bizot, saisons 3 à 6 : Samantha
- 2010 - 2015 : Les Dames, série créée par Alexis Lecaye : Myriam Sonnen
- 2011 - 2015 : Doc Martin, série créée par Éric Kristy : Anita Gauthier
- 2014 : Candice Renoir, épisode Le silence est d'or, réalisé par Olivier Barma : Sandrine Langlois
- 2015 : Disparue, mini-série créée par Charlotte Brändström : Sophie
- 2016 - 2021 : Nina, série créée par Alain Robillard et Thalia Rebinsky (saisons 2 à 6) : Gabrielle
- 2021 : Un si grand soleil : Alicia Boisseron
- 2021 : Une affaire française : Anne Jacquin-Keller
- 2022 : Je suis né à 17 ans (téléfilm) de Julien Seri : Valérie adulte
- 2023 : Avenir, mini-série créée par Frank Bellocq : Sylvie
- 2023 : Les Secrets du paquebot de Christophe Lamotte : Irène Lefebvre
- 2023 : Dans l'ombre de Pierre Schoeller : Olympe
- 2023 : Escort Boys (épisode 6)
- 2024 : Bouchon de Eléonore Costes : Isabelle
- 2025 : Soleil noir (mini-série Netflix) : Catherine

### Cinéma
- 1986 : Golden Eighties de Chantal Akerman : une coiffeuse
- 1986 : Lévy et Goliath de Gérard Oury : Sarah Levy, l'épouse de Moïse
- 1989 : Romuald et Juliette de Coline Serreau : Nicole
- 1989 : Rendez-vous au tas de sable de Didier Grousset: Bali, la groupie
- 1998 : Que la lumière soit ! d'Arthur Joffé : l'hôtesse
- 2001 : Félix et Lola de Patrice Leconte: Arlette
- 2008 : Hello Goodbye de Graham Guit : Mme Saint-Alban
- 2010 : Un balcon sur la mer de Nicole Garcia : Ghislaine Palestro
- 2012 : La Vérité si je mens ! 3 de Thomas Gilou : Marlène
- 2020 : Slalom de Charlène Favier : Catherine
- 2023 : Maria rêve de Lauriane Escaffre et Yvo Muller
- 2023 : Nouveau départ de Philippe Lefebvre : femme témoin 1
- 2025 : Bastion 36 d'Olivier Marchal : Mère du capitaine Cerda